# Seututie 595
Pour les articles homonymes, voir Route 595.
La route régionale 595 (finnois : Seututie 595)  est une route régionale allant de Vieremä jusqu'à Kiuruvesi en Finlande,,.

## Présentation
La seututie 595 est une route régionale de Savonie du Nord.